# Горње Гадимље
Горње Гадимље (алб. Gadime e Epërme) је насеље у општини Липљан, Косово и Метохија, Република Србија.

## Становништво
| Демографија | Демографија | Демографија |
| Година      | Становника  | Становника  |
| ----------- | ----------- | ----------- |
| 1948.       | 1.214       |             |
| 1953.       | 1.281       |             |
| 1961.       | 1.440       |             |
| 1971.       | 1.795       |             |
| 1981.       | 2.252       |             |
| 1991.       | 2.904       |             |

==